# Premiership Rugby Sevens Series 2011
Die Premiership Rugby Sevens Series 2011 (aus Sponsoringgründen auch als J.P Morgan Asset Management Premiership Rugby 7s Series 2011 bezeichnet) waren die zweite Ausgabe der Premiership Rugby Sevens Series und fanden zwischen dem 15. Juli und dem 5. August statt. Im Finale gewannen die Newcastle Falcons 31:21 gegen die Saracens und gewannen damit die Series zum ersten Mal.

## Vorrunde

### Gruppe A
Die Spiele fanden alle im Recreation Ground statt.
| Platz | Team          | Siege | Unent. | Ndlg. | Ergeb. | Diff. | Bonuspunkte | Punkte |
| ----- | ------------- | ----- | ------ | ----- | ------ | ----- | ----------- | ------ |
| 1.    | Harlequins    | 3     | 0      | 0     | 93:17  | +76   | 3           | 15     |
| 2.    | Bath Rugby    | 1     | 0      | 2     | 48:67  | −19   | 2           | 6      |
| 3.    | Exeter Chiefs | 1     | 1      | 1     | 40:79  | −39   | 0           | 6      |
| 4.    | London Irish  | 0     | 1      | 2     | 53:71  | −18   | 2           | 4      |

| 15. Juli 19:30 | Bath Rugby | 5 : 24 | Harlequins |  |
| 15. Juli 19:30 |            |        |            |  |

| 15. Juli 19:55 | Exeter Chiefs | 19 : 19 | London Irish |  |
| 15. Juli 19:55 |               |         |              |  |

| 15. Juli 20:25 | Harlequins | 43 : 0 | Exeter Chiefs |  |
| 15. Juli 20:25 |            |        |               |  |

| 15. Juli 20:50 | Bath Rugby | 26 : 22 | London Irish |  |
| 15. Juli 20:50 |            |         |              |  |

| 15. Juli 21:20 | Harlequins | 26 : 12 | London Irish |  |
| 15. Juli 21:20 |            |         |              |  |

| 15. Juli 21:45 | Bath Rugby | 17 : 21 | Exeter Chiefs |  |
| 15. Juli 21:45 |            |         |               |  |

### Gruppe B
Die Spiele fanden alle im Franklin’s Gardens statt.
| Platz | Team               | Siege | Unent. | Ndlg. | Ergeb. | Diff. | Bonuspunkte | Punkte |
| ----- | ------------------ | ----- | ------ | ----- | ------ | ----- | ----------- | ------ |
| 1.    | Saracens           | 3     | 0      | 0     | 79:43  | +36   | 3           | 15     |
| 2.    | London Wasps       | 2     | 0      | 1     | 64:36  | +28   | 1           | 9      |
| 3.    | Gloucester Rugby   | 1     | 0      | 2     | 55:73  | −18   | 3           | 7      |
| 4.    | Northampton Saints | 0     | 0      | 3     | 28:74  | −46   | 0           | 0      |

| 22. Juli 19:30 | Northampton Saints | 14 : 26 | Gloucester Rugby |  |
| 22. Juli 19:30 |                    |         |                  |  |

| 22. Juli 19:55 | Saracens | 22 : 14 | London Wasps |  |
| 22. Juli 19:55 |          |         |              |  |

| 22. Juli 20:25 | London Wasps | 31 : 7 | Gloucester Rugby |  |
| 22. Juli 20:25 |              |        |                  |  |

| 22. Juli 20:50 | Northampton Saints | 7 : 29 | Saracens |  |
| 22. Juli 20:50 |                    |        |          |  |

| 22. Juli 21:20 | Saracens | 28 : 22 | Gloucester Rugby |  |
| 22. Juli 21:20 |          |         |                  |  |

| 22. Juli 21:45 | Northampton Saints | 7 : 19 | London Wasps |  |
| 22. Juli 21:45 |                    |        |              |  |

### Gruppe C
Die Spiele fanden alle im Edgeley Park statt.
| Platz | Team               | Siege | Unent. | Ndlg. | Ergeb. | Diff. | Bonuspunkte | Punkte |
| ----- | ------------------ | ----- | ------ | ----- | ------ | ----- | ----------- | ------ |
| 1.    | Newcastle Falcons  | 3     | 0      | 0     | 75:24  | +51   | 1           | 13     |
| 2.    | Sale Sharks        | 2     | 0      | 1     | 99:27  | +72   | 2           | 10     |
| 3.    | Worcester Warriors | 1     | 0      | 2     | 41:76  | −35   | 0           | 4      |
| 4.    | Leicester Tigers   | 0     | 0      | 3     | 19:107 | −88   | 1           | 1      |

| 29. Juli 19:30 | Sale Sharks | 7 : 15 | Newcastle Falcons |  |
| 29. Juli 19:30 |             |        |                   |  |

| 29. Juli 19:55 | Worcester Warriors | 19 : 12 | Leicester Tigers |  |
| 29. Juli 19:55 |                    |         |                  |  |

| 29. Juli 20:25 | Sale Sharks | 47 : 0 | Leicester Tigers |  |
| 29. Juli 20:25 |             |        |                  |  |

| 29. Juli 20:50 | Newcastle Falcons | 19 : 10 | Worcester Warriors |  |
| 29. Juli 20:50 |                   |         |                    |  |

| 29. Juli 21:20 | Newcastle Falcons | 41 : 7 | Leicester Tigers |  |
| 29. Juli 21:20 |                   |        |                  |  |

| 29. Juli 21:45 | Sale Sharks | 45 : 12 | Worcester Warriors |  |
| 29. Juli 21:45 |             |         |                    |  |

## Finalrunde
Alle Spiele der Finalrunde fanden im Twickenham Stoop statt.

### Gruppe A
| Platz | Team              | Siege | Unent. | Ndlg. | Ergeb. | Diff. | Bonuspunkte | Punkte |
| ----- | ----------------- | ----- | ------ | ----- | ------ | ----- | ----------- | ------ |
| 1.    | Newcastle Falcons | 2     | 0      | 0     | 55:19  | +36   | 1           | 9      |
| 2.    | Harlequins        | 1     | 0      | 1     | 31:17  | +14   | 1           | 5      |
| 3.    | London Wasps      | 0     | 0      | 2     | 7:57   | −50   | 0           | 0      |

| 5. August 19:00 | Harlequins | 19 : 0 | London Wasps |  |
| 5. August 19:00 |            |        |              |  |

| 5. August 19:50 | Newcastle Falcons | 38 : 7 | London Wasps |  |
| 5. August 19:50 |                   |        |              |  |

| 5. August 20:40 | Harlequins | 12 : 17 | Newcastle Falcons |  |
| 5. August 20:40 |            |         |                   |  |

### Gruppe B
| Platz | Team        | Siege | Unent. | Ndlg. | Ergeb. | Diff. | Bonuspunkte | Punkte |
| ----- | ----------- | ----- | ------ | ----- | ------ | ----- | ----------- | ------ |
| 1.    | Saracens    | 2     | 0      | 0     | 59:12  | +47   | 1           | 9      |
| 2.    | Bath Rugby  | 1     | 0      | 1     | 35:50  | −15   | 1           | 5      |
| 3.    | Sale Sharks | 0     | 0      | 2     | 17:49  | −32   | 0           | 0      |

| 5. August 19:25 | Saracens | 38 : 7 | Bath Rugby |  |
| 5. August 19:25 |          |        |            |  |

| 5. August 20:15 | Saracens | 21 : 5 | Sale Sharks |  |
| 5. August 20:15 |          |        |             |  |

| 5. August 21:05 | Bath Rugby | 28 : 12 | Sale Sharks |  |
| 5. August 21:05 |            |         |             |  |

### Finale
| 5. August 21:40 | Newcastle Falcons | 31 : 21 | Saracens |  |
| 5. August 21:40 |                   |         |          |  |